# Електрорафінування
Еле́ктрорафінува́ння (рос. электрорафинирование, англ. electrorefining) — метод очистки металів з використанням електролізу. Електричний  струм пропускають через занурені в розчин зразок незачищеного металу та катод, який містить катіони металу. Метал переходить зі зразка в чистій формі на катод.